# Cal Nai
Cal Nai és una masia del municipi de Vallcebre. Està situada una alçada de 1.153 msnm. Forma part de l'Inventari del Patrimoni Arquitectònic de Catalunya.

## Descripció
Masia de planta baixa i dos pisos, amb coberta a dues vessants i el carener perpendicular a la façana de llevant. A dita façana s'hi concentren les obertures que formen una doble eixida a la primera i segona planta de la masia, d'arcs de mig punt rebaixats amb la pedra col·locada a plec de llibre. Els murs són de maçoneria força regulars i amb pedra ben tallada a les cantoneres. A finals del segle XX es va arranjar com a segona residència.	

## Notícies històriques
Construïda a finals del segle xvii o començaments del xviii en una època de gran creixement demogràfic del nucli de Vallcebre. Formava part del terme parroquial de Santa Maria de Vallcebre.	

## Personatges històrics nascuts a Cal Nai
- Josep Grandia i Soler (1854 - 1926), militar carlí, conegut con el Nai, que lluità a la tercera de les carlinades.
- Marià Grandia i Soler (1865-1929) filòleg i eclesiàstic. Es doctorà en filologia amb una tesi sobre el parlar de Vallcebre: «Monografía lingüística de Vallcebre» (1907).[3]